# Karl Tillessen
Karl Tillessen, auch Carl  (* 22. August 1891 in Köln-Lindenthal; † 16. März 1979 in Krefeld), war ein deutscher Marineoffizier, zuletzt Korvettenkapitän im Zweiten Weltkrieg. Er war Stellvertreter von Hermann Ehrhardt in der Organisation Consul und in den 1920er Jahren führend in die Planung politischer Attentate eingebunden, darunter die auf Philipp Scheidemann und Walther Rathenau.
Sein jüngerer Bruder Heinrich Tillessen war der Mörder von Matthias Erzberger. Sein älterer Bruder Werner Tillessen war ebenfalls Marineoffizier und im Zweiten Weltkrieg Admiral.

## Leben
Der dritte Sohn des Generalleutnants Karl Hugo Franz Tillessen (1846–1910) trat 1909 in die Kaiserliche Marine ein und nahm am Ersten Weltkrieg als Wachoffizier und Torpedobootskommandant teil. 1919 schloss er sich der II. Marinebrigade Ehrhardt in Wilhelmshaven an und war auch Mitglied der Ortsgruppe des Deutschvölkischen Schutz- und Trutzbundes von Wilhelmshaven-Rüstringen. Er war 1920 am Kapp-Putsch beteiligt. Zum 10. September 1920 wurde er aus der Marine entlassen. 1921 wurde er Leiter der „Organisation Consul“ (OC) in Sachsen.
Gemeinsam mit Erwin Kern versuchte Tillessen am 10. August 1921 vergeblich, die beiden in den Leipziger Prozessen wegen der Versenkung des englischen Lazarettschiffs Llandovery Castle als Kriegsverbrecher verurteilten Oberleutnants John Boldt und Ludwig Dithmar aus dem Leipziger Gefängnis zu befreien. Am 28. Januar 1922 gelang Frankfurter Aktivisten der OC um Tillessen und Friedrich Wilhelm Heinz die Befreiung des inzwischen nach Naumburg/Saale verlegten Dithmar aus der dortigen Strafanstalt. In der Nacht vom 4. auf den 5. März 1922 versuchten Kern und das OC-Mitglied Ernst von Salomon in Bad Nauheim, Erwin Wagner, den Fahrer des Fluchtwagens, als vermeintlichen Spitzel umzubringen.
Anfang 1922 wurde Tillessen Leiter der Organisation Consul für Westdeutschland und übernahm die Oberbezirke II (Hannover) und IV (Frankfurt/Main). Noch vor dem Attentat auf Walther Rathenau hatte er das auf den Pfingstsonntag 1922 (4. Juni) angesetzte, schließlich erfolglose Blausäure-Attentat auf Philipp Scheidemann geplant, der damals Oberbürgermeister von Kassel war.
An den Vorbereitungen für das Attentat auf den Reichsaußenminister Walther Rathenau war Karl Tillessen wesentlich intensiver beteiligt, als ihm dies im späteren Prozess nachgewiesen werden konnte. In der Völkischen Rundschau kündigte Karl Tillessen den zu diesem Zeitpunkt bereits geplanten Mord an Rathenau im Frühjahr 1922 mit den Worten an: „Der jüdische Kutscher, der den Reichswagen in langjähriger Dunkelarbeit in den Sumpf gefahren hat, muss beseitigt werden.“ In der gleichen Ausgabe warb Tillessen für Adolf Hitler und die NSDAP, die als einzige Partei die Deutschen vor „Alljuda“ schütze. Karl Tillessen war es auch, der den Attentätern Erwin Kern, Hermann Fischer und Ernst Werner Techow den Befehl zur Ermordung Rathenaus erteilte. Zu den Helfershelfern dieses Attentats gehörte Ernst von Salomon. Nach dem Attentat wurde Karl Tillessen in Frankfurt verhaftet, wegen „Nichtanzeige eines Verbrechens“ angeklagt und musste sich ab Oktober 1922 vor dem neu gegründeten „Staatsgerichtshof zum Schutze der Republik“ in Leipzig verantworten. Er wurde zu drei Jahren Haft verurteilt, die er im Gefängnis Cottbus verbüßte.
Nach der Haftentlassung war die Einstellung Karl Tillessens ab 1. Januar 1926 als Mentor des Abteilungsleiters Walter Lohmann (1878–1930) in der Seetransportabteilung im Marineamt geplant, stattdessen wurde jedoch Oberleutnant z. S. a. D. Hans Schottky (* 1893), später Kapitän zur See der Kriegsmarine, engagiert.
Nach Bekanntwerden des Mordversuchs an Wagner im Femeausschuss des Deutschen Reichstages kam es im Jahr 1927 zum Giessener Fememordprozess gegen Heinz, Salomon und einen weiteren OC-Mann, Ernst Schwing. Bei dem Prozess zogen alle Zeugen ihre die Angeklagten belastenden Aussagen zurück. Die Angeklagten wiederum schoben alle Schuld auf den beim Rathenau-Attentat umgekommenen Erwin Kern. Die Tätigkeit der OC blieb im Dunkeln und Karl Tillesen konnte als Zeuge unwiderlegt behaupten, die in der Organisation übliche Feme bedeute nicht die Ermordung, sondern habe nur in gesellschaftlicher Ächtung der Opfer bestanden. Man habe dem Opfer höchstens eine Abreibung verpassen wollen. Die milde Entscheidung der Richter gilt auch als Beispiel einer gegen die Republik voreingenommenen Justiz der Weimarer Zeit. Salomon wurde wegen Körperverletzung zu dreieinhalb Jahren Gefängnis und Ernst Schwing wegen Beihilfe zum versuchten Totschlage zu eineinhalb Jahren Gefängnis verurteilt. Heinz wurde wegen Mangels an Beweisen freigesprochen.
Nach Einschätzung des Historikers Martin Sabrow war Karl Tillessen „Kopf einer eigenen, von Ehrhardt mit terroristischen Sonderaufgaben betrauten Abteilung der Organisation Consul“.
Später war Karl Tillessen Führer verschiedener Aktivistengruppen in ganz Deutschland. In Frankfurt führte er gemeinsam mit Kurt Münch den deutsch-völkischen Turnverein „Friedrich Ludwig Jahn 1919“, die spätere Keimzelle der SA in Frankfurt.
Karl Tillessen trat am 1. Mai 1933 der NSDAP und am 5. Oktober 1933 der SS (Mitglieds-Nr. 131.861) bei. Im Zweiten Weltkrieg war er Korvettenkapitän und blieb Mitglied der SS.

## Tillessen-See
Im nordrhein-westfälischen Dorsten hieß ein künstlich angelegter Quarzsee ungefähr 50 Jahre lang „Tillessen-See“. 

Von 1930 und 1935 war Carl Tillessen Geschäftsführer der dort ansässigen Westfälischen Sand- und Tonwerke gewesen. Im März 2016 beschloss die Stadt, den See in Hardtberg-See umzubenennen.